# Zona economică liberă Ungheni
Zona economică liberă „Ungheni-Bussines” (abreviat ZEL Ungheni) a fost lansată la 25 iulie 2002, și este una printre primele zone economice libere din Republica Moldova. ZEL Ungheni este parte a teritoriului vamal al Republicii Moldova, 
separat din punct de vedere economic, strict delimitat pe tot perimetrul. La 1 aprilie 2014, volumul total al investițiilor în ZEL a constituit 57 de milioane de dolari SUA, iar la 1 ianuarie 2017 a depășit 70 mln $.